# Vicenta Jiménez García
Vicenta Jiménez García, née le 13 mars 1965, est une femme politique espagnole membre de Podemos.

## Biographie

### Vie privée
Elle est mère d'une fille.

### Profession
Elle est professeur de langue et littérature dans l'enseignement secondaire. Elle est titulaire d'une licence en philologie hispanique.

### Carrière politique
Le 26 juin 2016, elle est élue sénatrice pour Alicante au Sénat.